# Carl Hans Wilhelm Ludwig Becker
Carl Hans Wilhelm Ludwig Becker (16 de janeiro de 1895 - 24 de março de 1966) foi um oficial alemão que serviu durante a Segunda Guerra Mundial. Foi condecorado com a Cruz de Cavaleiro da Cruz de Ferro.

## Condecorações
| Cruz de Ferro (1914) 2ª Classe                                      | 23 de julho de 1915                           |
| Cruz de Ferro (1914) 1ª Classe                                      | 17 de junho de 1917                           |
| Distintivo de Feridos (1914) em Preto                               |                                               |
| Distintivo de Feridos (1914) em Prata                               |                                               |
| Distintivo de Feridos (1914) em Ouro                                | 31 de agosto de 1918                          |
| Cruz de Cavaleiro da Ordem da Casa Real de Hohenzollern com Espadas | 8 de julho de 1918                            |
| Cruz de Honra da Guerra Mundial 1914/1918                           | 19 de janeiro de 1935                         |
| Broche da Cruz de Ferro (1939) 2ª Classe                            | 12 de outubro de 1939                         |
| Broche da Cruz de Ferro (1939) 1ª Classe                            | 10 de junho de 1940                           |
| Medalha da Muralha Ocidental                                        | 30 de março de 1940                           |
| Medalha da Frente Oriental                                          | 1 de agosto de 1942                           |
| Broche de Honra do Exército                                         | 29 de setembro de 1941                        |
| Cruz Germânica em Ouro                                              | 18 de outubro de 1941                         |
| Folhas de Carvalho nº 829 14 de abril de 1945                       |                                               |
| Cruz de Cavaleiro da Cruz de Ferro                                  | 29 de outubro de 1942                         |
| Cruz de Cavaleiro da Cruz de Ferro com Folhas de Carvalho nº 829    | 14 de abril de 1945                           |
| Mencionado duas vezes no Wehrmachtbericht                           | 24 de outubro de 1943 e 10 de outubro de 1944 |